# Лонгуда
Лонгуда (также джессу, лангуда, нунгуда, нунгура, нунгураба; англ. longuda, jessu, languda, nunguda, nungura, nunguraba; самоназвание: núngúráyábá guyuk, nùngùrábà jessu, lóngúrábá kola) — адамава-убангийский народ, населяющий восточную часть Нигерии, область к северу от реки Бенуэ на правом берегу Гонголы (район Гуюк штата Адамава и район Баланга штата Гомбе). Этническая территория народа лонгуда граничит с областями расселения чам-мона, ваджа и других народов.
По оценкам, опубликованным на сайте организации Joshua Project, численность народа лонгуда составляет около 95 000 человек.

## Основные сведения
Основным традиционным занятием лонгуда является земледелие (выращивание сорго, маниока, кукурузы и овощей). Счёт родства матрилинейный. Сохраняется полигиния, в христианских общинах отмечается переход к моногамии.

## Язык
Народ лонгуда говорит на языке лонгуда адамава-убангийской семьи нигеро-конголезской макросемьи. В лонгуда выделяются диалекты нья черия (банджирам, чиримба), нья гванда (гвандаба, ньювар), нья гуюва (гуюк, равнинный нья гуюва, туруба), нья деле (джессу) и нья тария (тараба). Язык лонгуда известен также под названиями «лангуда», «лонгура», «нунгуда», «нунгура», «нунгураба» (самоназвание — nyà núngúrá guyuk, nungurama nyuar). В классификациях языков адамава, представленных в справочнике языков мира Ethnologue и в «Большой российской энциклопедии», язык лонгуда, являющийся единственным представителем группы лонгуда, включается в состав ветви ваджа-джен. Письменность основана на базе латинского алфавита (с 1975 года). Как второй язык лонгуда распространён среди носителей западночадского языка дера и джаравского языка мбула-бвазза. Численность говорящих на языке лонгуда, согласно данным, опубликованным в справочнике Ethnologue, составляет около 32 000 человек (1973). Помимо родного языка представители народа лонгуда также говорят на языках дера, хауса, фула (нигерийский фульфульде), ваджа и на английском.

## Религия
Среди представителей народа лонгуда есть как приверженцы традиционных верований (55 %), так и христиане (40 %), в том числе евангелисты (до 14 %), имеется также небольшая группа мусульман (в северной части района Гуюк, 5 %). Традиционной для лонгуда является вера в верховное божество, создавшее небо и землю.

## Культура
Культура и быт народа лонгуда схожи с культурой и бытом народов региона среднего и верхнего течения реки Бенуэ, долгое время живших в относительной изоляции от народов других регионов. Так же, как и у этнических общностей джен, чам-мона, га’анда, юнгур и других у лонгуда сохраняются своеобразные традиции, сложившиеся в условиях редких межэтнических контактов. Одна из характерных особенностей таких традиций — использование для ритуальных обрядов керамических сосудов, в то время как у народов соседних регионов для этих же целей используются деревянные статуэтки и маски. Стиль изготовления сосудов у лонгуда наиболее схож со стилем, характерным для керамики народа чам-мона.

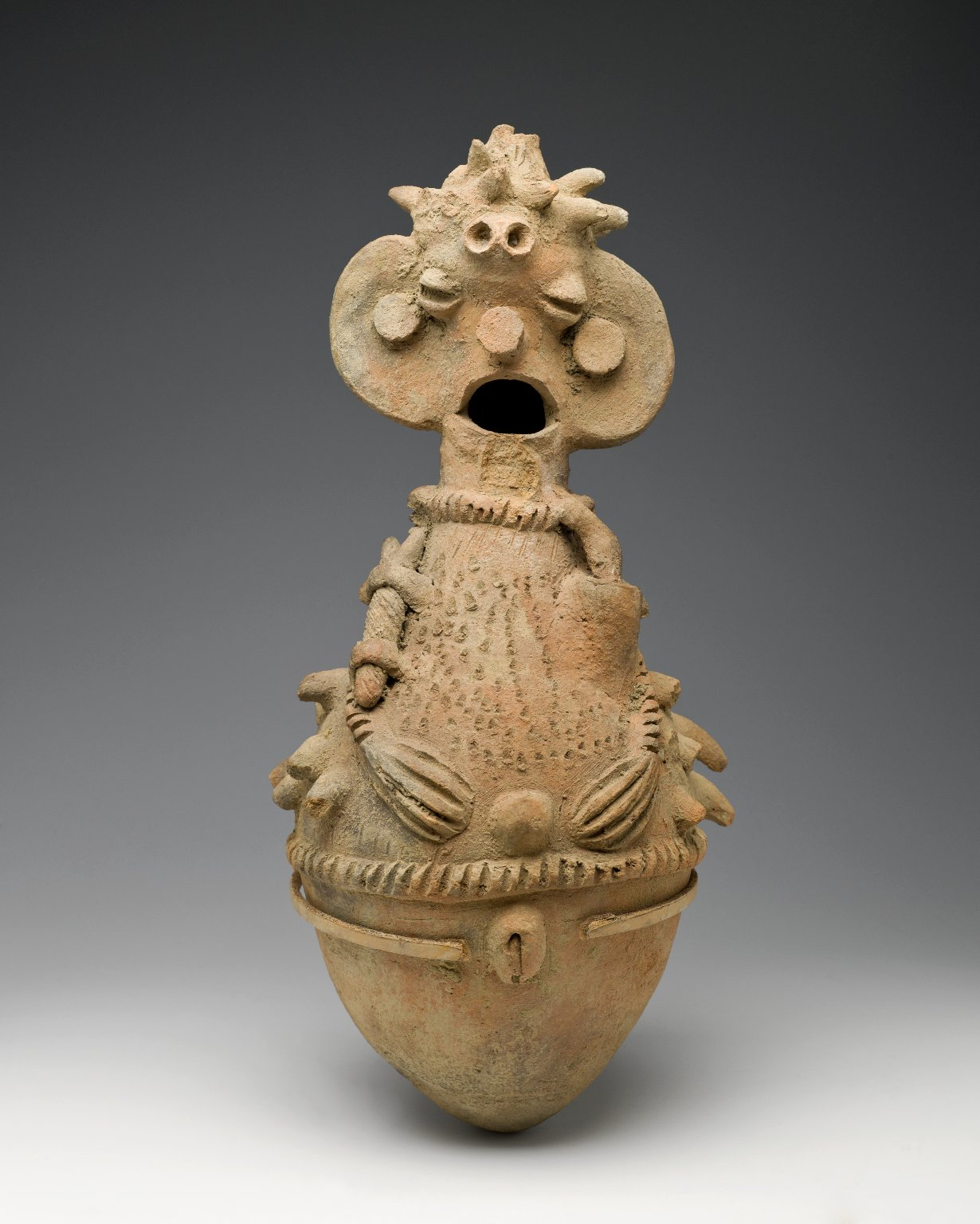
Скульптура (Бруклинский музей)
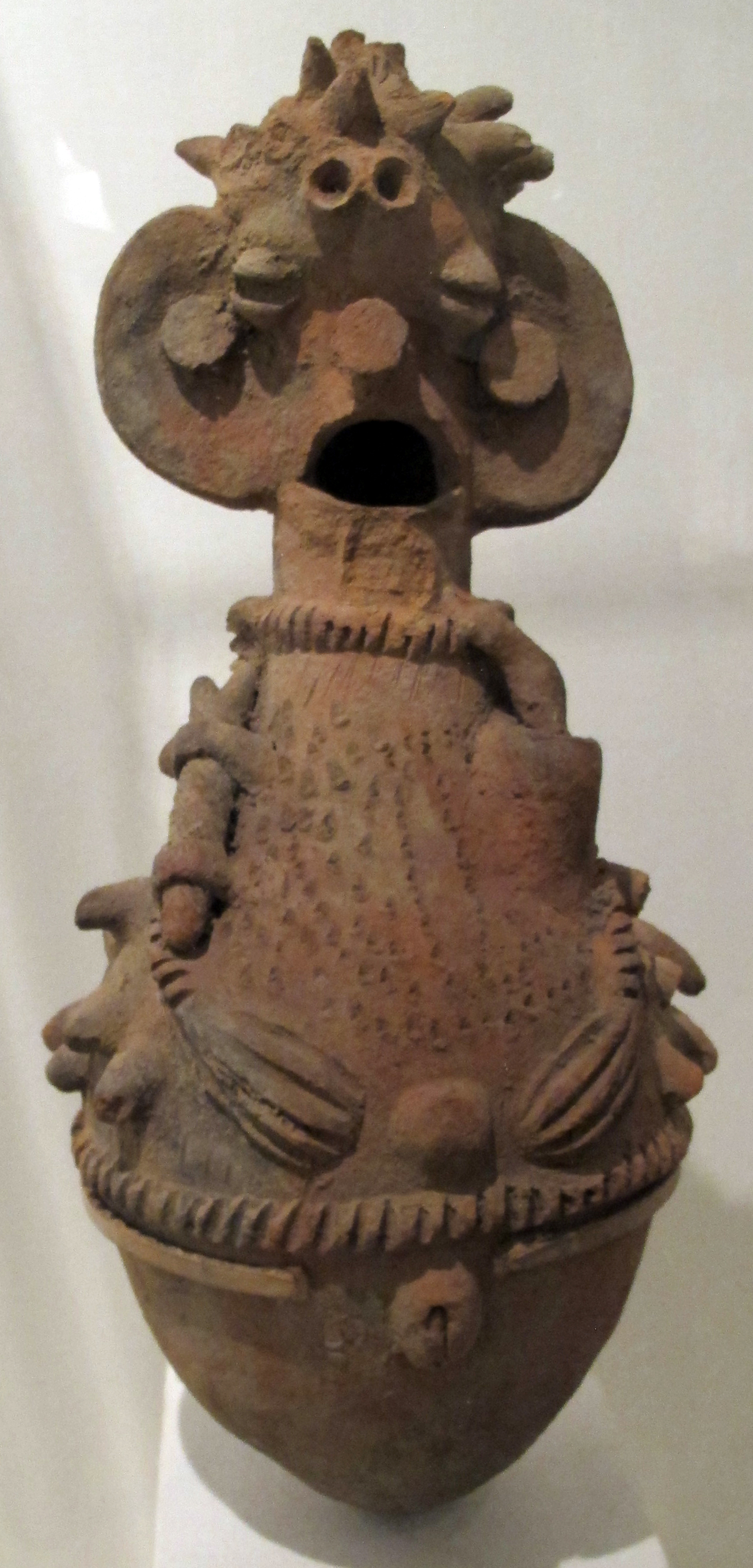
Скульптура (Бруклинский музей)
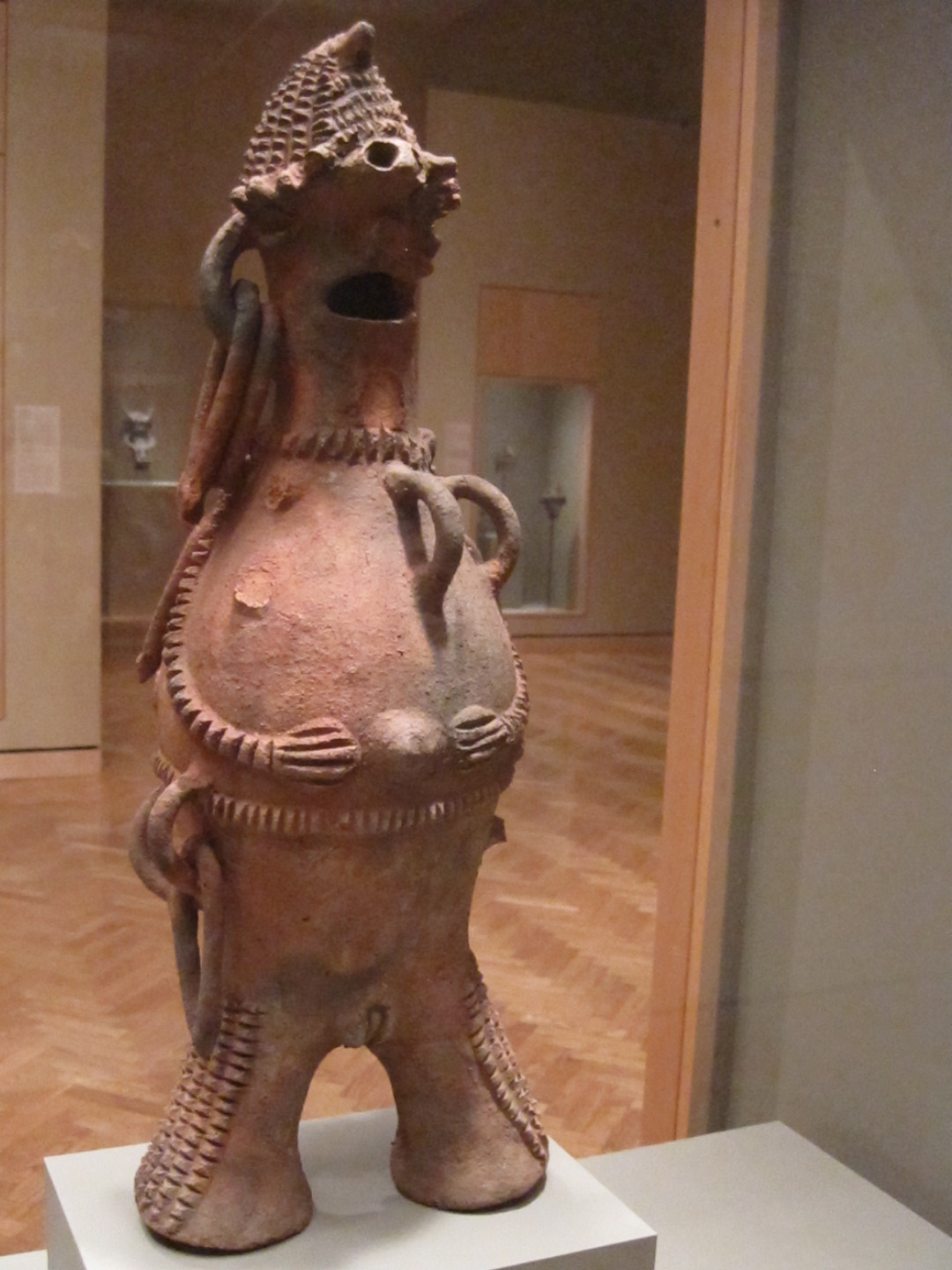
Скульптура (Институт искусства[англ.], Миннеаполис)
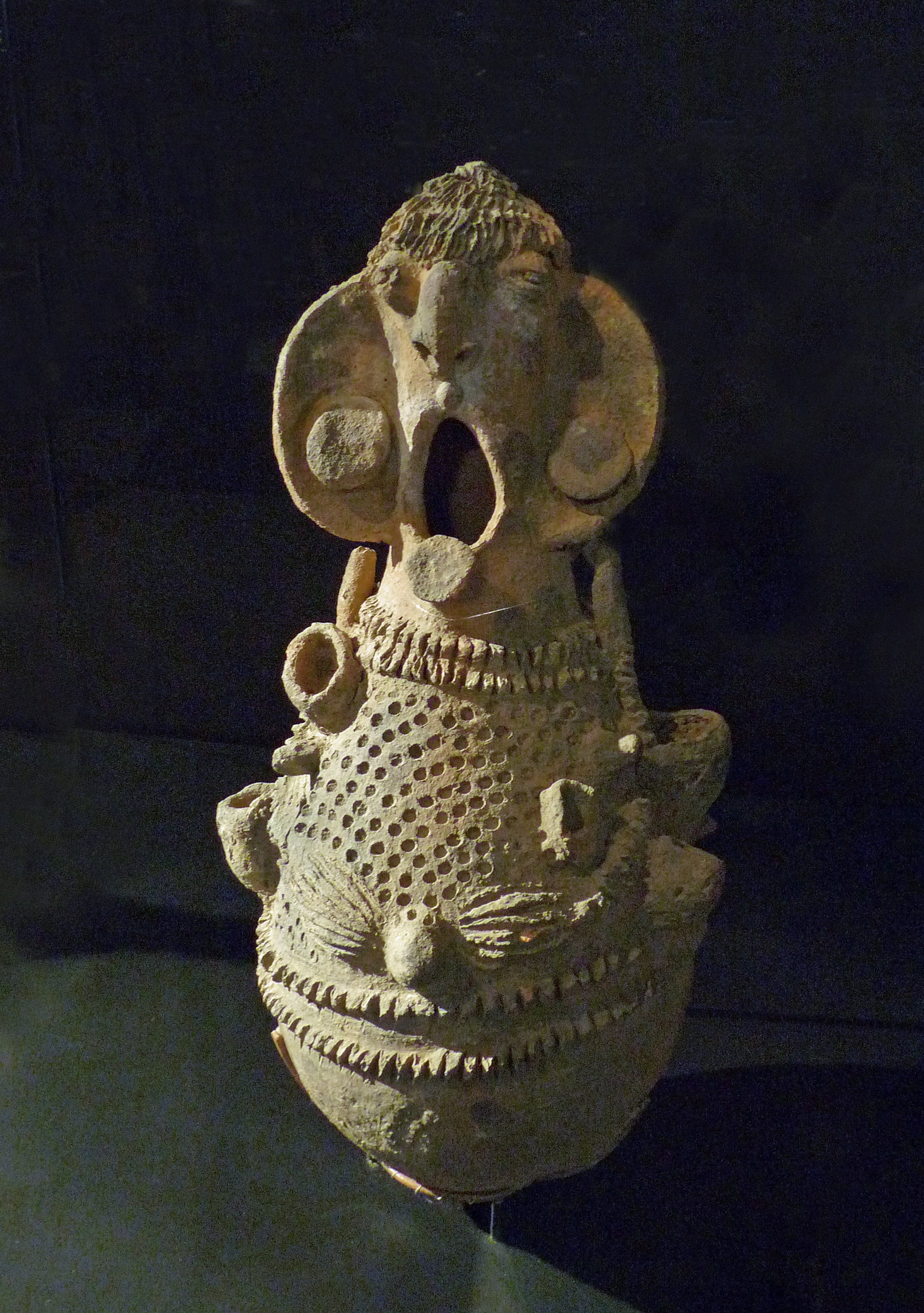
Скульптура (Музей Фаулера[англ.])